# 4 passi fra le nuvole
4 passi fra le nuvole és una pel·lícula italiana del 1942 dirigida per Alessandro Blasetti. Considerada com una de les pel·lícules precursores del neorealisme italià, juntament amb Ossessione i I bambini ci guardano. Ha tingut dos remakes: Era di venerdì 17 (1956) i A Walk in the Clouds (1995). Posteriorment es va incloure, com a obra representativa, a la llista de 100 film italiani da salvare.

## Sinopsi
La història tracta d'un agent comercial d'una fàbrica de dolços, amb una vida familiar estable, encara que avorrida, en una gran ciutat sense nom del nord d'Itàlia.

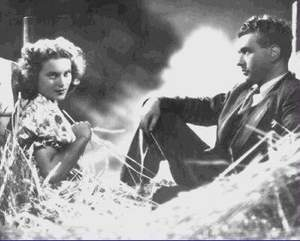
Cervi i Benetti a la pel·lícula

Mentre viatjava en un tren amb destinació al sud per negocis d'empresa, veu a una jove a punt de ser expulsada del tren pel conductor. No té bitllet i no es pot permetre el luxe de comprar-ne un. L'agent l'ajuda a mantenir-se al tren i li pregunta si podria fer un favor més per ella. Acaba de ser abandonada pel seu xicot en quedar-se embarassada i ara va de tornada a la granja familiar. No té cap altre lloc on anar, però té la certesa que el seu pare la farà fora tan aviat com s'adoni que no està casada.

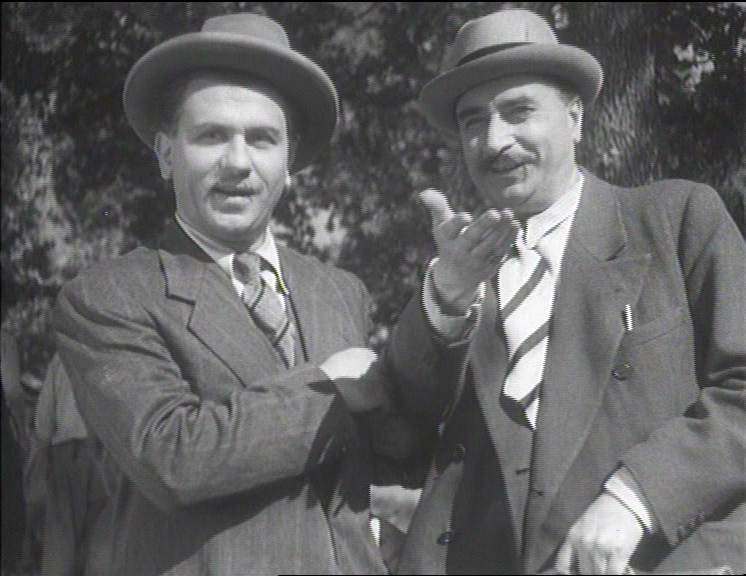
Fragment de la pel·lícula

Està terroritzada i prega a l'agent que torni a casa amb ella i es faci passar pel seu marit. L'engany només ha de durar un parell de dies, després dels quals pot tornar a la seva vida i feina normals i ella podrà afirmar haver estat abandonada. L'agent decideix que prendre’s un parell de dies lliures de feina és un petit preu a pagar per salvar l'honor de la noia la resta de la seva vida i baixa del tren amb ella.
En arribar a la granja, a l'agent li costa mantenir la mentida, però en un discurs apassionat convenç el pare de la noia perquè la deixi quedar-se a casa. Després, torna a la seva dona i la seva família sense esmentar l'incident.

## Repartiment
- Gino Cervi - Paolo Bianchi
- Adriana Benetti - Maria
- Giuditta Rissone - Clara Bianchi
- Carlo Romano - Antonio, el conductor de la missatgeria
- Guido Celano - Pasquale - germà de Maria
- Margherita Seglin - Luisa, mare de Maria i Pasquale
- Aldo Silvani - Luca, pare de Maria i Pasquale
- Mario Siletti - Il fattorino della corriera
- Oreste Bilancia - l'adroguer de Campolo
- Gildo Bocci - Il contadino sulla corriera
- Arturo Bragaglia - El viatger nerviós
- Anna Carena - La maestra sulla corriera
- Pina Gallini - Signora Clelia
- Luciano Manara - El septentrional
- Armando Migliari - Antonio, el cap d'estació

## Estrena i recepció
La pel·lícula es va estrenar a Itàlia el 23 de desembre de 1942. Es va estrenar als Estats Units el 20 de novembre de 1948.
El New York Times va escriure el 1948: 
| « | "Tot i que els artesans del cinema italià han obtingut aclamacions justificades pel realisme mordaç dels seus retrats d'actualitat, les felicitacions no han estat la regla en relació amb altres temes. Per tant, és agradable informar que 4 passi fra le nuvole valora un aplaudiment pel seu tractament sensible d'un tema completament poc espectacular". | » |

El crític va descriure l'actuació de Cervi com "una caracterització bellament treballada" i la de Benetti com a "finament gravada" i "punyent". Pel que fa a la trama, el crític va escriure que "la improbabilitat es veu superada per les actuacions del repartiment i la capacitat de direcció, cosa que fa que 4 passi fra le nuvole siguin versemblants i divertits".
Jacek Klinowski i Adam Garbicz van cobrir la pel·lícula en el seu llibre del 2012 Feature Cinema in the 20th Century, on la van valorar com una ruptura del cinema "banal" del període anterior de Blasetti i un retorn a un estil que havia emprat deu anys abans, que van qualificar d '"innovadors". Klinowski i Garbicz van reconèixer que 4 passi fra le nuvole, i Blasetti en general, havien estat importants en el desenvolupament del moviment neorealista italià, però van presentar diverses reserves sobre la pel·lícula i van escriure com haurien preferit que els neorealistes s'haguessin inspirat en Ossessione de Luchino Visconti en lloc de les pel·lícules de Blasetti. Els crítics van escriure sobre la pel·lícula:
| « | Especialment la primera part de la comèdia de Blasetti, que té lloc en un autobús ple de gent, es troba (malgrat les seves observacions no refinades) com una novetat sorprenent i un autèntic retrat de la vida. Però continua semblat que el director s'ha deixat endur pel seu entusiasme, tot i que 4 passi fra le nuvole és sens dubte una pel·lícula de qualitat. La seva segona part lírico-nostàlgica no és més feble que la primera, tot i que amb el seu to popular-genèric només mostra la superfície dels esdeveniments i redueix els sentiments a simples contraris: aversió i amistat, obstinació i tolerància, desesperació i alegria. | » |